# NGC 3942
NGC 3942 est une galaxie spirale (intermédiaire ?) située dans la constellation de la Coupe. NGC 3942 a été découverte par l'astronome américain Francis Leavenworth en 1886.

## Caractéristiques
Sa vitesse par rapport au fond diffus cosmologique est de 4 065 ± 26 km/s, ce qui correspond à une distance de Hubble de 60,0 ± 4,2 Mpc (∼196 millions d'al).
La classe de luminosité de NGC 3942 est III et elle présente une large raie HI.